# بلور، کارناتاکا
بلور (به انگلیسی: Belur) یک منطقهٔ مسکونی در هند است که در بخش حسن واقع شده‌است. بلور ۲۸٬۷۵۴ نفر جمعیت دارد و ۹۷۹ متر بالاتر از سطح دریا واقع شده‌است.